# Johann Klehm
Johann Georg Friedrich Klehm (* 18. November 1880 in Ravolzhausen (Main-Kinzig-Kreis); † 25. November 1960 in Meerholz, Stadt Gelnhausen) war ein deutscher Politiker (SPD) und Abgeordneter des Provinziallandtages der preußischen Provinz Hessen-Nassau.

## Leben
Johann Klehm wurde als Sohn des Arbeiters Johann Georg Friedrich Klehm und dessen Gemahlin Maria Keller geboren. Nach seiner Schulausbildung fand er in Niedermittlau eine Beschäftigung als Heizer und Fabrikarbeiter. Er betätigte sich politisch, trat 1899 der SPD bei und wurde 1921 Mitglied des Kurhessischen Kommunallandtages des Regierungsbezirks Kassel, aus dessen Mitte er zum Abgeordneten des Provinziallandtages der Provinz Hessen-Nassau gewählt wurde. Von 1939 bis 1945 fand er eine nebenberufliche Beschäftigung bei der Gemeindeverwaltung Niedermittlau.